# کوه پوکا هیرکا
پوکا هیرکا (به اسپانیایی: Puka Hirka) یک کوه در پرو است که در Peru, Ancash Region واقع شده‌است. پوکا هیرکا ۴٬۶۰۰ متر بالاتر از سطح دریا واقع شده‌است.